# 薩爾瓦多爾·辛費戈斯·薩皮達
薩爾瓦多爾·辛費戈斯·薩皮達(西班牙語：Salvador Cienfuegos；1948年6月14日—)少將出生於墨西哥的墨西哥城，是已退休的墨西哥陸軍軍官。2012年至2018年，他曾擔任恩里克·佩尼亞·涅托政府的國防部長。
辛費戈斯曾在日本和韓國的墨西哥大使館擔任空軍專員。他還參加了和美國、智利、中國和古巴的外交訪問。自1997年至2000年期間，他曾經擔任墨西哥英雄軍事學院的指揮官。
辛費戈斯於2020年10月15日在美國的洛杉磯國際機場被逮捕，罪名是洗錢並於2015年底至2017年初秘密販運海洛因、古柯鹼、甲基安非他命與大麻。辛費戈斯被美國反毒幹員指控，根據對墨西哥販毒集團的監聽內容，其涉嫌以墨西哥國防部部長的身分在墨西哥毒品戰爭中秘密協助墨西哥販毒集團並被集團成員稱為「教父」(El Padrino)，幕後身分被質疑其實是販毒集團的核心要角成員，而這也是墨西哥史上第一次有國防部部長遭到逮捕的事件。